# Parafia Matki Bożej Królowej Polski i św. Maksymiliana Kolbe w Silver Spring
Parafia Matki Bożej Królowej Polski i św. Maksymiliana Kolbe w Silver Spring (ang. Our Lady, Queen of Poland and St. Maximilian Kolbe Parish) – parafia rzymskokatolicka położona w Silver Spring w stanie Maryland, Stany Zjednoczone.
Jest ona wieloetniczną parafią w archidiecezji waszyngtońskiej, z mszą św. w j. polskim, dla polskich imigrantów.
Parafia została poświęcona Matce Bożej Królowej Polski i św. Maksymilianowi Kolbemu.

## Historia
1 grudnia 1976 roku Kardynał Karol Wojtyła, ówczesny arcybiskup Krakowa, w piśmie do Arcybiskupa Washington, zwrócił się z prośbą o utworzenia Polskiej Misji Katolickiej, której celem byłoby służenie wspólnocie Polonii gromadzącej się na polskie Msze Święte w Narodowym Sanktuarium Niepokalanego Poczęcia Najświętszej Marii Panny.
Misja otrzymała siedzibę w historycznym kościele Św. Jana Ewangelisty w Silver Spring. Arcybiskup James Hickey,  podniósł misję do rangi parafii w 1983 roku.
Duszpasterstwo w Misji i Parafii pełnili od jej założenia księża Towarzystwa Chrystusowego.

## Duszpasterze
- ks. Józef Smyczyk
- ks. Edward Mroczyński
- ks. Tadeusz Winnicki
- ks. Zygmunt Ostrowski
- ks. Krzysztof Oska
- ks. Stanisław Hajkowski
- ks. Klemens Dąbrowski
- ks. Jan Fiedurek
- ks. Jerzy Frydrych

## Nabożeństwa w j. polskim
- Pierwszy Piątek – 19:30
- Niedziela – 10:00; 12:00

## Grupy parafialne
- Ruch Światło-Życie – Domowy Kościół
- Żywy Różaniec
- Rycerze Kolumba

## Szkoły
- Polska Szkoła Sobotnia